# Думбия, Тонго
Тонго Хамед Думбия (фр. Tongo Hamed Doumbia; 6 августа 1989, Вернон, Франция) — малийский футболист, полузащитник.

## Карьера

### Клубная
Начал карьеру во французском клубе «Шатору». Дебютировал за взрослую команду 20 февраля 2009 года в матче 24-го тура Лиги 2 против «Генгама». «Шатору» проиграл со счётом 1:2.
С 2009 по 2012 год выступал за французский «Ренн».
С 2012 по 2014 играл в английском Чемпионшипе (второй дивизион английского футбола) за «Вулверхэмптон Уондерерс».
В сезоне 2013/14 играл во французском «Валансьене» на правах аренды из «Вулверхэмптона».
Летом 2014 года перешёл в «Тулузу».
Зимой 2021 года подписал контракт с футбольным клубом «Актобе» из Казахстана.

### В сборной
Дебютировал за сборную Мали 27 мая 2012 года в товарищеском матче со сборной Кот-д’Ивуара. Игра завершилась победой ивуарийцев со счётом 2:1.
Принимал участие в Кубке африканских наций 2015. Сыграл в матчах группового этапа с командами Камеруна и Кот-д’Ивуара. В плей-офф сборная Мали не вышла.

### Выступления за сборную
| Матчи Думбия за сборную Мали | Матчи Думбия за сборную Мали | Матчи Думбия за сборную Мали | Матчи Думбия за сборную Мали | Матчи Думбия за сборную Мали | Матчи Думбия за сборную Мали | Матчи Думбия за сборную Мали |
| ---------------------------- | ---------------------------- | ---------------------------- | ---------------------------- | ---------------------------- | ---------------------------- | ---------------------------- |
| №                            | Дата                         | Оппонент                     | Счёт                         | Голы                         | Соревнование                 |                              |
| 1                            | 27 мая 2012                  | Кот-д’Ивуар                  | 1:2                          | —                            | Товарищеский матч            |                              |
| 2                            | 3 июня 2012                  | Бенин                        | 0:1                          | —                            | Отборочные матчи ЧМ-2014     |                              |
| 3                            | 9 июня 2013                  | Руанда                       | 1:1                          | —                            | Отборочные матчи ЧМ-2014     |                              |
| 4                            | 16 июня 2013                 | Бенин                        | 2:2                          | —                            | Отборочные матчи ЧМ-2014     |                              |
| 5                            | 10 сентября 2013             | Алжир                        | 0:1                          | —                            | Отборочные матчи ЧМ-2014     |                              |
| 6                            | 15 октября 2013              | Республика Корея             | 1:3                          | —                            | Товарищеский матч            |                              |
| 7                            | 5 марта 2014                 | Сенегал                      | 1:1                          | —                            | Товарищеский матч            |                              |
| 8                            | 25 мая 2014                  | Гвинея                       | 1:2                          | —                            | Товарищеский матч            |                              |
| 9                            | 31 мая 2014                  | Хорватия                     | 1:2                          | —                            | Товарищеский матч            |                              |
| 10                           | 29 июня 2014                 | Китай                        | 3:1                          | —                            | Товарищеский матч            |                              |
| 11                           | 11 октября 2014              | Эфиопия                      | 2:0                          | —                            | Отборочные матчи КАН-2015    |                              |
| 12                           | 15 октября 2014              | Эфиопия                      | 2:3                          | —                            | Отборочные матчи КАН-2015    |                              |
| 13                           | 15 ноября 2014               | Малави                       | 0:2                          | —                            | Отборочные матчи КАН-2015    |                              |
| 14                           | 19 ноября 2014               | Алжир                        | 2:0                          | —                            | Отборочные матчи КАН-2015    |                              |
| 15                           | 14 января 2015               | ЮАР                          | 0:3                          | —                            | Товарищеский матч            |                              |
| 16                           | 20 января 2015               | Камерун                      | 1:1                          | —                            | Кубок африканских наций 2015 |                              |
| 17                           | 24 января 2015               | Кот-д’Ивуар                  | 1:1                          | —                            | Кубок африканских наций 2015 |                              |
| 18                           | 25 марта 2015                | Габон                        | 3:4                          | —                            | Товарищеский матч            |                              |
| 19                           | 9 октября 2015               | Буркина-Фасо                 | 4:1                          | —                            | Товарищеский матч            |                              |
| 20                           | 25 марта 2016                | Экваториальная Гвинея        | 1:0                          | —                            | Отборочные матчи КАН-2017    |                              |
| 21                           | 28 марта 2016                | Экваториальная Гвинея        | 1:0                          | —                            | Отборочные матчи КАН-2017    |                              |
| 22                           | 10 июня 2017                 | Габон                        | 2:1                          | —                            | Отборочные матчи КАН-2019    |                              |
| 23                           | 1 сентября 2017              | Марокко                      | 0:6                          | —                            | Отборочные матчи ЧМ-2018     |                              |
| 24                           | 5 сентября 2017              | Марокко                      | 0:0                          | —                            | Отборочные матчи ЧМ-2018     |                              |

Итого: 24 игры / 0 голов; 7 побед, 6 ничьих, 11 поражений.